# Musso (Rapper)
Musso (* 1998, eigentlich Leonardo Sprengler) ist ein Rapper mit italienischen Wurzeln aus Mannheim.

## Leben
2010 spielte Musso in dem Film „ein ruhiges Leben“ die Rolle von Mathias.
Musso nahm 2017 am Format Von der Straße in die Charts von Celo & Abdi teil, in dem Newcomer ihre Musikvideos auf dem YouTube-Account vom Musiklabel 385idéal hochladen konnten. Sein Song Später erreichte schnell eine Million Aufrufe und erfreute sich hoher Beliebtheit.
Musso unterschrieb einen Vertrag bei dem Musiklabel Press Play und veröffentlichte in regelmäßigen Abständen Singles. 2018 veröffentlichte er dann sein erstes Mixtape Classic über Chapter ONE. Feature-Gäste waren Morten und Rojas.
Nach einer zweijährigen Musikpause veröffentlichte er die Single Plastik die ebenfalls schnell die erste Million Aufrufe erreichte. Daraufhin kündigte er sein erstes richtiges Album Classic Sports an, dass aber nur digital erwerbbar war. Dieses erschien am 24. Juli 2020 nach weiteren Singleauskopplungen. Es erreichte Platz 50 der deutschen Albumcharts.
Am 22. Januar 2021 folgte mit Don't Panic das zweite Album, das Platz 34 der deutschen Charts erreichte. Die erste Single, die eine Chartplatzierung erreichte, war Ich würd gern, gefolgt von Stimmen. 2022 erschien mit Super1 ein weiteres Album, das Platz 20 erreichte. Sein Track Seele mit Miksu und Macloud kam bis Platz 46. 
Sein Vater ist der Ska-Musiker Markus Sprengler und seine Mutter die Künstlerin Deborah Musso-Sprengler.

## Diskografie

### Alben
- Classic (2018)
- Classic Sports (2020)
- Don’t Panic (2021)
- Super1 (2022)
- Step 5 (2023)
- Game 6 (2023)

### Mixtapes
- Classic (2018)

### Singles
- Später (2017)
- Noch einen (2017)
- Riesen am Meer (2017)
- 24/7 (2017)
- 10 Jungs (2018)
- Wir können nur gewinnen (2018)
- Puff Puff (2018)
- Kkiller (2018)
- So oder so (2018)
- Wir sind wach Bruder (2018)
- Graue Wolken (2018)
- Fahrrad (2018)
- Plastik (2020)
- Paris (2020)
- Und so (2020)
- Richtung Oben (2020)
- Flügel (2020)
- Halbe Stadt (2020)
- Was ich will (2020)
- 100K (2020)
- Raus (2021)
- Frate (2021)
- Scheinliebe (2021)
- Ich würd gern (2021)
- Stimmen (2021)
- Verändert (2022)
- Nacht (2022)
- Seele (feat. Miksu/Macloud, 2022)
- Strassengesetz (2023; #7 der deutschen Single-Trend-Charts am 13. Januar 2023[8])
- Luft kocht (2023; #10 der deutschen Single-Trend-Charts am 9. Juni 2023[9])
- Toxic (2023; #3 der deutschen Single-Trend-Charts am 30. Juni 2023[10])
- Links & Rechts (2023; #10 der deutschen Single-Trend-Charts am 8. September 2023[11])
- Bluefaces+ (2023; #6 der deutschen Single-Trend-Charts am 6. Oktober 2023[12])
- Schlangenlinien (2023; #16 der deutschen Single-Trend-Charts am 13. Oktober 2023[13])